# Florence Kiplagat
Florence Jebet Kiplagat (Keiyo, 27 febbraio 1987) è una mezzofondista e maratoneta keniota, campionessa mondiale di mezza maratona nel 2010 ed ex detentrice del record mondiale di specialità.

## Palmarès
| Anno | Manifestazione             | Sede    | Evento         | Risultato | Prestazione | Note                          |
| ---- | -------------------------- | ------- | -------------- | --------- | ----------- | ----------------------------- |
| 2006 | Mondiali juniores          | Pechino | 5000 m piani   | Argento   | 15'32"34    | Miglior prestazione personale |
| 2007 | Mondiali di cross          | Mombasa | Corsa seniores | 5ª        | 27'26"      |                               |
| 2007 | Mondiali di cross          | Mombasa | A squadre      | Argento   | 26 p.       |                               |
| 2009 | Mondiali di cross          | Amman   | Corsa seniores | Oro       | 26'13"      |                               |
| 2009 | Mondiali di cross          | Amman   | A squadre      | Oro       | 14 p.       |                               |
| 2009 | Mondiali                   | Berlino | 10000 m piani  | 11ª       | 31'30"85    |                               |
| 2010 | Mondiali di mezza maratona | Nanning | Individuale    | Oro       | 1h08'24"    |                               |
| 2010 | Mondiali di mezza maratona | Nanning | A squadre      | Oro       | 3h26'59"    |                               |
| 2014 | Giochi del Commonwealth    | Glasgow | 10000 m piani  | Argento   | 32'09"48    |                               |

## Campionati nazionali
2007
- Oro ai campionati kenioti, 1500 m piani - 4'09"0 m

2009
- Oro ai campionati kenioti di corsa campestre - 28'31"

2010
- 6ª ai campionati kenioti, 10000 m piani - 32'46"99

2012
- 4ª ai campionati kenioti, 10000 m piani - 32'27"54

2014
- Oro ai campionati kenioti, 10000 m piani - 32'30"92

## Altre competizioni internazionali
2007
- Oro al CrossCup de Hannut ( Hannut) - 18'53"

2009
- Oro al Cross di Alà dei Sardi ( Alà dei Sardi) - 17'33"5

2011
- Oro alla Maratona di Berlino ( Berlino) - 2h19'44"
- Oro alla Mezza maratona di Sapporo ( Sapporo) - 1h10'29"

2012
- 4ª alla Maratona di Londra ( Londra) - 2h20'57"
- Oro alla Roma-Ostia ( Roma) - 1h06'38"

2013
- Oro alla Maratona di Berlino ( Berlino) - 2h21'13"
- 6ª alla Maratona di Londra ( Londra) - 2h27'05"
- Oro alla Mezza maratona di Delhi ( Nuova Delhi) - 1h08'02"
- Oro alla Great South Run ( Portsmouth), 10 miglia - 53'53"

2014
- Argento alla Maratona di Londra ( Londra) - 2h20'24"
- Argento alla Maratona di Chicago ( Chicago) - 2h25'57"
- Oro alla Mezza maratona di Delhi ( Nuova Delhi) - 1h10'04"

2015
- Oro alla Maratona di Chicago ( Chicago) - 2h23'33"
- 5ª alla Maratona di Londra ( Londra) - 2h24'15"

2016
- Oro alla Maratona di Chicago ( Chicago) - 2h21'32"
- Bronzo alla Maratona di Londra ( Londra) - 2h23'39"

2017
- 9ª alla Maratona di Londra ( Londra) - 2h26'25"

2018
- 4ª alla Maratona di Chicago ( Chicago) - 2h26'08"
- 5ª alla Zevenheuvelenloop ( Nimega), 15 km - 49'01"

2019
- 4ª alla Maratona di Tokyo ( Tokyo) - 2h21'50"